# Pueblo makua

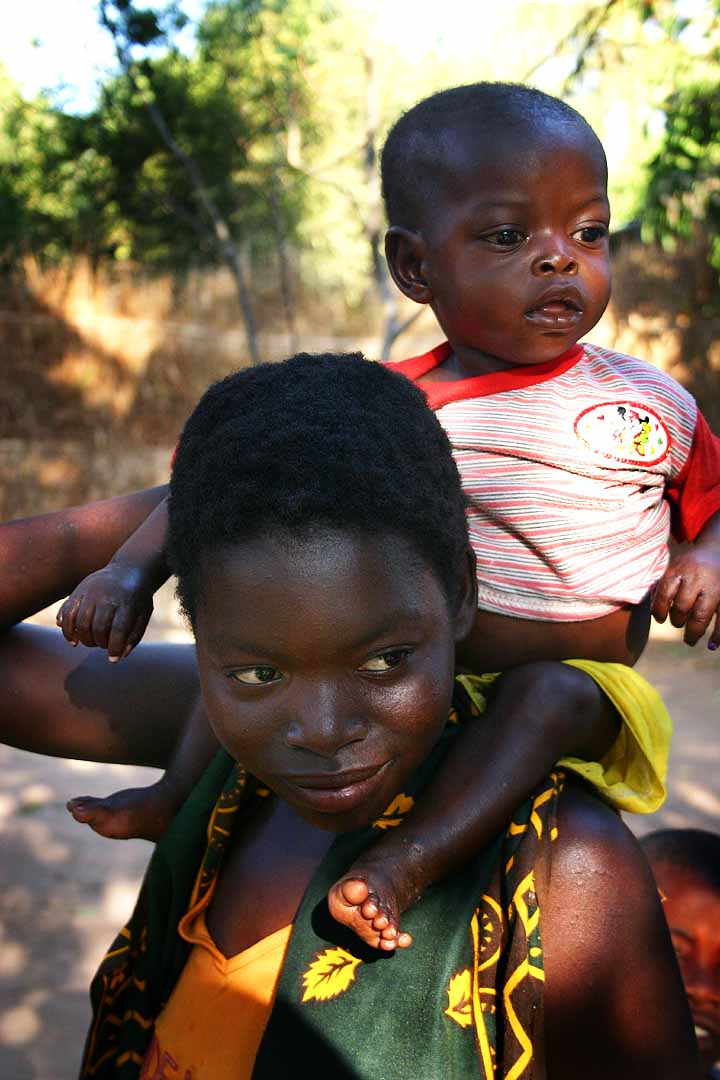
Una madre makua y su hijo en Mozambique.

El pueblo makua, también conocidos como los makhuwa, es un grupo étnico africano suroriental que predominan en la zona norte de Mozambique y en la frontera sur de Tanzania, específicamente en la región de Mtwara. Son el grupo étnico más grande en Mozambique, y gran parte de la población se concentra en una gran región, ubicada al norte del río Zambeze.
Han sido estudiados por los sociólogos y subdivididos en 4 ramas geográficas y lingüísticas: los inferiores o Lolo Makua, los superiores o Lomwe Makua, los Maua y los Niassa Makua o Medo. Hablan variantes de la lengua Makua, también llamada Emakua, la cual es un idioma perteneciente al grupo bantú. Se estima que el total de la población makua es de aproximadamente 3,5 millones de habitantes, de los que 1 millón hablan el dialecto inferior (del sur) y cerca de 2 millones hablan la versión superior (del norte, Lomwe); debido a la extensión de la región y su población, varios grupos étnicos que comparten el territorio con los makua también hablan el Emakua.

## Historia

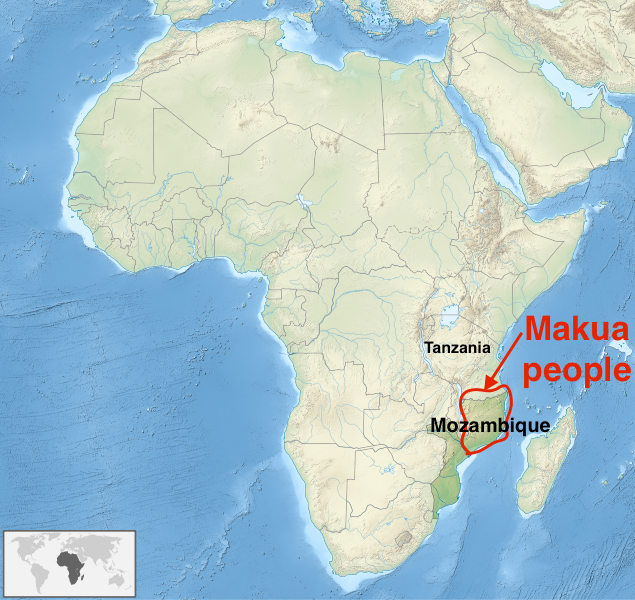
Distribución geográfica del pueblo Makua (aprox.)

Una leyenda mítica, en la tradición oral de los makua, afirma que sus antepasados fueron el primer hombre y mujer nacidos en el monte Namuli, que es su tierra original, mientras que los otros seres vivos provinieron de montañas cercanas a esta. Los expertos no están seguros de si este pueblo provino originalmente de las montañas, del oeste del lago Malaui, de las tierras del norte en Tanzania, o del sur. Aun así, coinciden en que probablemente los makua hayan sido un grupo étnico establecido en la región septentrional de Mozambique, durante el primer milenio de nuestra era. Los makua están fuertemente vinculados a los Reinos Maravi, de creencia animista. Han tenido una larga historia de conflictos con el pueblo musulmán WaYao en el norte, involucrados en incursiones y en el comercio de esclavos.

### Metales, manufactura y comercio
El pueblo Makua tiene una historia documentada del procesamiento de minerales metálicos y de las herramientas que fabrican. El naturalista portugués de la era colonial Manuel Galvao da Silva, por ejemplo, describió las minas de hierro de los makua. De un modo similar, el explorador francés Eugene de Froberville resumió los métodos indígenas del procesamiento del hierro, en donde los makua extraían el metal procesando del mineral en un hogar de leña como comunidad. El metal extraído es posteriormente trabajado para fabricar hachas, cuchillos, arpones y anillos, entre otros productos.

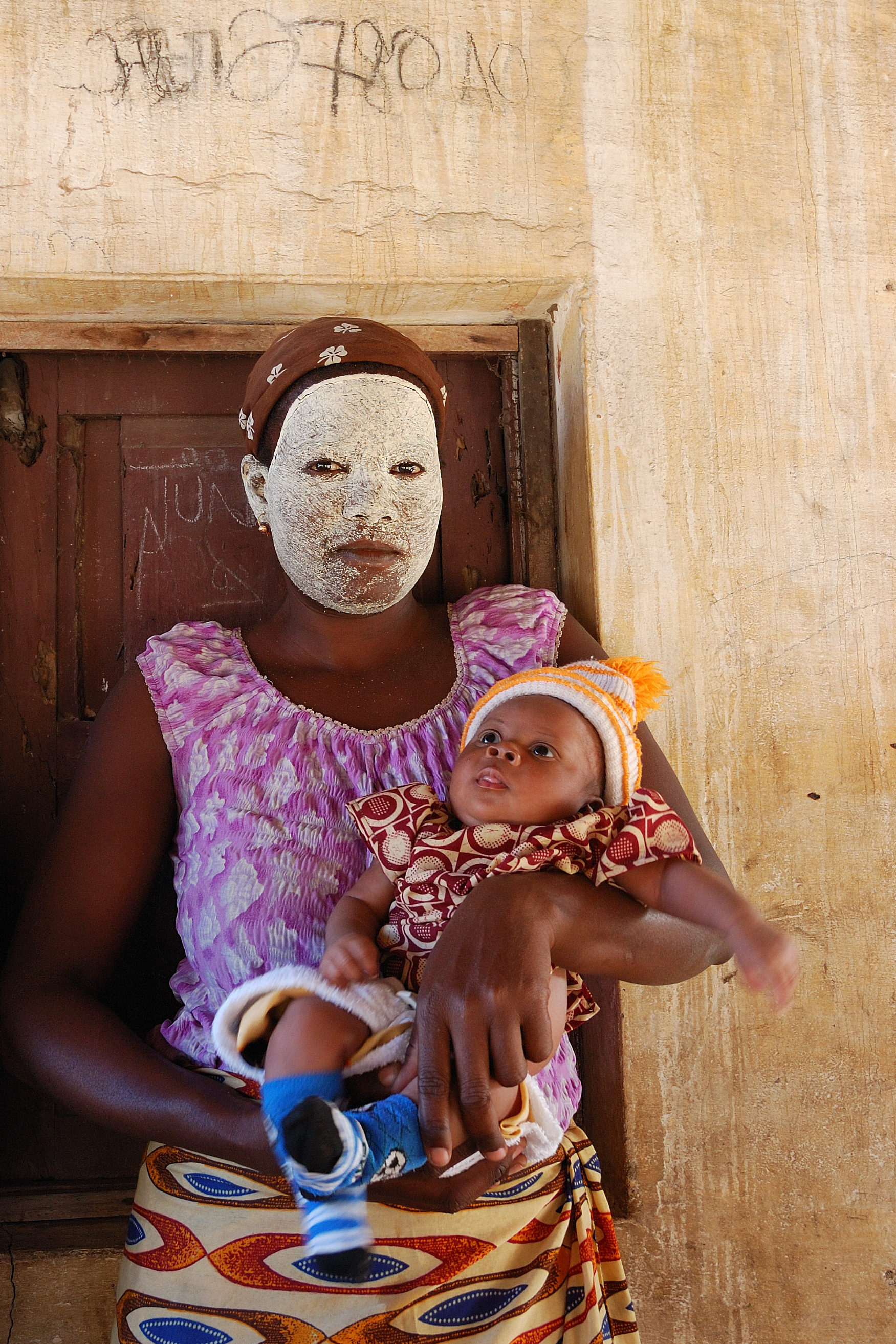
Musiro o n'iro es una máscara de pasta blanca tradicional aplicada por las mujeres Makua.

Los makua se dedican tradicionalmente a la caza y a la agricultura, pero, por parte de registros de la Edad Media, sugieren que los makua eran también exitosos comerciantes que controlaban rutas comerciales entre el lago Malaui y la costa del Atlántico, haciendo buenos negocios con los mercaderes suajilis (África Oriental) y los gujarati (India), antes del inicio de la era colonial. Sin embargo, previo al siglo XVIII, la población makua intercambiaba principalmente comida, colmillos de marfil y productos de metal para textiles, sal y otros productos, pero no estuvieron involucrados en el comercio del marfil o el oro.

### Colonialismo y esclavitud
Los portugueses que llegaron a Mozambique hacia principios del siglo XVI, describieron sus relaciones comerciales y exportaciones. En aquel siglo, los asentamientos coloniales contactaron con los pueblos makua. Los makua mantuvieron relaciones pacíficas con los portugueses en el siglo XVII y hacia mediados del siglo XVIII. Sin embargo, con el aumento de las plantaciones, el aumento dramático del comercio de marfil que condujo a la masacre de elefantes, y particularmente las redadas que llevaron a la esclavitud de grupos makua en el siglo XVIII, llevaron a que los makua respondieran con una guerra de desgaste desde 1749 hacia adelante, en contra de la colonia portuguesa y contra aquellos grupos étnicos partidarios de los intereses coloniales, y en contra de los sultanes de la costa africana del Océano Índico.
Hacia comienzos del siglo XVIII, el historiador y académico Edward Alpers, afirma que la principal demanda de makua convertidos en esclavos, y de Mozambique en general, no provino de Portugal ni de sus colonias en el Océano Índico como Goa porque el trabajo era fácilmente disponible en el sur de Asia y el imperio colonial portugués en Asia era pequeño. La mayor demanda provino de árabes omaníes que buscaban esclavos para el trabajo doméstico y de los franceses que necesitaban de mano de obra para las plantaciones en las islas del Océano Índico como Comoras, Reunión, Madagascar, Seychelles, Isla de Francia (actual Mauricio) y otros enclaves. Con el crecimiento de los intereses portugueses en Brasil y de los dueños de plantaciones de otros imperios coloniales en el Caribe, América del Norte y del Sur, provocó una mayor demanda de esclavos. Esta demanda hizo que los makua fueran sus principales víctimas, siendo capturados y exportados hacia aquellas colonias que demandaban esclavos.
Los makua también fueron víctimas de incursiones y captura de esclavos desde el norte. Los WaYao fueron sus principales captores, a fin de cumplir con la demanda de esclavos de los árabe-suajilis asentados alrededor de Zanzíbar. Después de ser víctimas de las redadas de esclavos y de que sus comunidades quedasen devastadas, los jefes makua se unieron al lucrativo negocio a mediados del siglo XIX, convirtiéndose en proveedores de esclavos y atacaron a aquellos grupos étnicos vecinos, vendiendo a los prisioneros a los mismos comerciantes y exportadores. Las exportaciones de los makua han llevado a la presencia de este grupo étnico en muchas islas del océano Índico como Madagascar, el Caribe, los Estados Unidos y en otras áreas de África y del Océano Índico.
Según Palmer y Newitt, una de las estrategias desplegadas por los comerciantes africanos y árabes de esclavos era deshumanizar públicamente a las comunidades makua y lomwe, bajo el estereotipo de que eran "tribus bárbaras y de salvajes", lo que provocó que los compradores de esclavos entre 1800 y 1880 se sintieran convencidos de que tenían derecho a "explotarlos y civilizarlos" de sus costumbres bárbaras. Lo único que hay de cierto esto, y está respaldado por expertos de la era moderna, es que en realidad los makua eran un pueblo pacífico, trabajador y con evidencia de que eran prósperos económicamente.

## Religión
El pueblo makua mantiene en su inmensa mayoría la religión tradicional (entre 66 % y 70 %), que venera a sus antepasados y a los espíritus de la naturaleza. La excepción es la población costera, donde los comerciantes makua han estado bajo la influencia de sus clientes árabe-suajilis, convertidos a la escuela Shafi'i del Islam suní. De acuerdo a los registros de la época colonial de Portugal en el siglo XIX, y que dominaban la región de los makua, afirmaban que la presencia islámica se limitaba solamente alrededor de los poblamientos costeros.
Los makua suelen llamar a los musulmanes de la costa como Maka, de la que según Kroger deriva de La Meca, pero probablemente puede derivado de "sal" o "costa" ambos del cual en el Makua la lengua está traducida como Maka según Alpers.

## La diáspora makua
Los makua fueron ampliamente distribuidos alrededor del mundo durante la era colonial. Una de las etnografías mejor documentadas de los makua fue publicada en 1847 por Eugene de Froberville, después de que entrevistara a cerca de 300 personas makua que trabajaban en plantaciones, en donde registró su cultura y tradiciones.
Los makua vivieron en un tiempo en Sudáfrica en un condado de la ciudad de Durban llamado Bluff. Sin embargo, debido al Group Area Acts promovido en la época del apartheid, fueron expulsados de Bluff y reinstalados a Bayview, Chatsworth, Durban en 1960. Algunos se establecieron en Wentworth, Marianhill, Marianridge, Umlazi, Newlands del este y del oeste, Pietermaritzburg, Ciudad del Cabo y Johannesburgo.[cita requerida]
El idioma makua, perteneciente a las lenguas bantúes, es hablado por la inmensa mayoría de los makua, junto al afrikáans y el zulú (en Sudáfrica), portugués en Mozambique, algo de suajili por los ancianos de las comunidades y por aquellos que viven entre la frontera Tanzania-Mozambique, e inglés en Sudáfrica y Tanzania.[cita requerida]